# Serce smoka
Serce smoka (tytuł oryg. Long de xin) – hongkoński film akcji z w reżyserii Fruit Chana i Sammo Hunga, którego premiera miała miejsce 14 września 1985 roku.

## Fabuła
Ted (Jackie Chan), absolwent szkoły policyjnej, właśnie rozpoczyna służbę w niebezpiecznej dzielnicy Hongkongu. Walka z handlarzami narkotyków to nie jedyny problem Teda. Wielu problemów powoduje jego opóźniony w rozwoju brat. Staje się kluczem w pojedynku z przestępcami.

## Obsada
Źródło: Filmweb

- James Tien – Mr. Kim
- Yuen Wah – Yan
- Chin Kar-lok – Log
- Chung Fat – Yee-Fat Cho
- Mang Hoi – Ian
- Emily Chu – Jenny
- Jackie Chan – Tat Fung
- Anthony Chan – prywatny nauczyciel
- Phillip Ko – Thug #2
- Wing-Cho Yip – Maitre d'
- Blackie Ko – człowiek Kim
- Roy Chiao – właściciel restauracji
- Sammo Hung – Dodo Fung

## Nagrody i nominacje
W 1986 roku film był nominowany podczas 5. edycji Hong Kong Film Awards w kategorii Best Action Choreography. Jackie Chan był nominowany do nagrody w kategorii Best Actor, Sammo Hung do Best Director, Man Yee Lam do Best Original Film Score a film zdobył nagrodę w kategorii Best Original Film Song.